# Vendinelle
La Vendinelle est une rivière du Sud de la France qui parcourt le département de la Haute-Garonne en région Occitanie et un sous-affluent de la Garonne par le Girou, puis par l'Hers-Mort.

## Géographie
De 19,7 km de longueur, la Vendinelle prend sa source sur la commune de Saint-Félix-Lauragais et se jette en rive gauche dans le Girou, un sous-affluent de la Garonne à Vendine.

## Départements et communes traversés
- Haute-Garonne : Saint-Félix-Lauragais, Albiac, Auriac-sur-Vendinelle, La Salvetat-Lauragais, Loubens-Lauragais, Vendine.

## Principaux affluents
- Ruisseau de l'Olivet : 10,2 km
- Ruisseau de Fillandres : 4,9 km
- Ruisseau de Dourdou : 6,3 km